# Макилрой, Рори
Ро́ри Ма́килрой (англ. Rory McIlroy; род. 4 мая 1989, Холивуд, графство Даун, Северная Ирландия) — североирландский профессиональный гольфист. Возглавлял мировой рейтинг суммарно на протяжении 106 недель, победитель 4 «мейджоров». Член ордена Британской империи (2012).
Родился в Холивуде, Северная Ирландия. Единственный ребёнок в католической семье Рози (в девичестве — Макдональд) и Джерри Макилроев. Именно отец Джерри научил Рори играть в гольф в очень раннем возрасте и стал его первым тренером.
Профессионал с 2007 года.
Свой первый «мейджор» 22-летний Рори выиграл в 2011 году, это был Открытый чемпионат США. При этом Макилрой установил рекорд турнира, проводящегося с 1895 года, пройдя поле с результатом 16 ниже пара. В 2012 году североирландец выиграл PGA Championship, а в 2014 году сумел выиграть сразу два «мейджора» — Открытый чемпионат и PGA Championship.

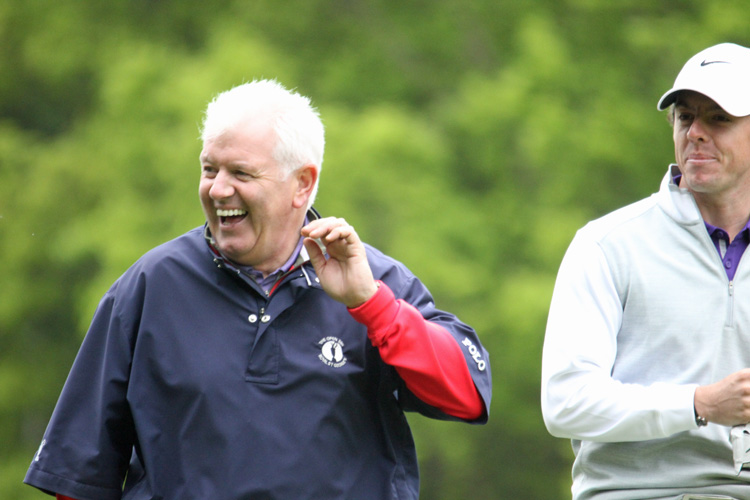
Рори (справа) и его отец Джерри в 2013 году

Впервые возглавил мировой рейтинг 4 марта 2012 года, но утратил первое место уже через две недели. С августа 2012 года по март 2013 года возглавлял рейтинг 39 недель подряд, после чего уступил лидерство Тайгеру Вудсу. 4 августа 2014 года вернул себе лидерство в рейтинге, обойдя австралийца Адама Скотта. В августе 2015 года 22-летний американец Джордан Спит отобрал у Макилроя лидерство в мировом рейтинге, но уже через две недели североирландец вновь стал первым.
В 2018 году поделил второе место на Открытом чемпионате. В 2022 году стал вторым на Мастерсе и третьим на Открытом чемпионате. В 2023 и 2024 годах занимал второе место на Открытом чемпионате США. Всего за карьеру 18 раз заканчивал мейджор в пятёрке лидеров.
Победитель Кубка Райдера 2010, 2012, 2014 и 2018 годов в составе сборной Европы.
Сам себя Рори называет и британцем, и ирландцем, и североирландцем. Имеет британское гражданство. В 2012 году заявил, что склоняется к выступлению за Великобританию на Олимпийских играх 2016 года, однако затем его позиция изменилась, и уже летом 2014 года Рори сказал, что скорее всего сыграет под ирландским флагом, если сумеет пройти квалификацию. Макилрой, который на любительском уровне играл за Ирландию, заявил, что много думал над выбором, рассматривал даже вариант неучастия с тем, чтобы не «обижать» никого. В итоге Макилрой не выступал на Олимпийских играх 2016 года. В мае 2019 года заявил, что выступит на Олимпийских играх 2020 года под ирландским флагом. На Играх в Токио Макилрой показал результат 269 ударов (15 ниже пара) и вместе с 6 другими гольфистами разделил третье место. В плей-офф для определения бронзового призёра Макилрой выбыл после бёрди на третьей дополнительной лунке. Бронза досталась малоизвестному гольфисту Бань Чжэнцзуну из Китайского Тайбэя.
В 2011—2014 годах встречался с датской теннисисткой Каролиной Возняцки. В самом конце 2013 года даже сделал Каролине предложение, на которое она ответила согласием. Однако в мае 2014 года пара рассталась.
Поклонник футбольного клуба «Манчестер Юнайтед» и регбийного клуба «Ольстер». Является послом ирландского национального комитета ЮНИСЕФ. В мае 2013 года портал SportsPro и Eurosport поставили Рори на третье место в рейтинге самых привлекательных с точки зрения маркетинга спортсменов мира позади только звёзд футбола Лионеля Месси и Неймара. При этом Макилрой обошёл в рейтинге таких известных спортсменов как Усэйн Болт, Новак Джокович, Льюис Хэмилтон, Криштиану Роналду.
В апреле 2017 года женился на своей девушке Эрике Столл. 31 августа 2020 года у пары родилась дочь Поппи Кеннеди Макилрой.